# Massacre de Gangafani et Yoro
Le massacre de Gangafani et Yoro a lieu le 17 juin 2019, pendant la guerre du Mali.

## Déroulement
Le soir du 17 juin 2019, une semaine après le massacre de Sobane-Kou, deux nouveaux villages dogons, Gangafani et Yoro, situés dans le cercle de Koro et distant d'une quinzaine de kilomètres, sont attaqués par une centaine d'hommes armés circulant à moto,,.
Un témoignage est donné à l'AFP par un rescapé dogon, Abdoulaye Goro, agent de sécurité à Bamako, qui se rendait en camion aux funérailles de son père à Dinangourou,. Selon son récit, son véhicule est intercepté par une quarantaine d'hommes armés, « tous Peuls », qui en font descendre tous les passagers. Ces derniers sont conduits dans la brousse et rassemblés sous des arbres, où se trouvent déjà une centaine de personnes sous surveillance : « Ils ont procédé au contrôle des identités. Ils ne cherchaient que les habitants de Yoro et Gangafani. Tous ceux qui étaient de ces deux villages ont été mis à part [...] Ils les ont tués devant nous, avec des fusils. C'est après qu'ils nous ont libérés ». Selon lui les assaillants reprochaient aux habitants de Gangafani et Yoro d'avoir coopéré avec les militaires maliens et burkinabés lors d'une opération ayant eu lieu quinze jours plus tôt près de Dinangourou où de nombreux Peuls avaient été arrêtés. Originaire d'une autre localité, Abdoulaye Goro fait partie des personnes libérées.
L'armée malienne se rend ensuite sur les lieux des tueries, mais une de ses patrouilles tombe le 18 juin dans une embuscade à Banguimalam, au sud-ouest de Gossi.

## Auteurs
Les attaques ne sont pas revendiquées. Goundjou Poudiougou, conseiller communal à Dinangourou, déclare à l'AFP que les auteurs des attaques « sont des terroristes parce qu'ils ont tué et éventré certains corps et brûlé des greniers. En quittant ils scandaient Allah akbar ». Adama Dionko, porte-parole du Collectif des associations du pays dogon, déclare également que les assaillants sont « des terroristes, des criminels. [...] C'était la même chose qu’à Sobame Da : des personnes, des biens et des animaux ciblés ».
Le 20 juin, l'AFP indique que selon un document interne de l'ONU, l'attaque a été commise « par des éléments peuls armés ».

## Bilan humain
Le 18 juin, Boubacar Sidiki Samaké, procureur du pôle judiciaire spécialisé de lutte contre le terrorisme, évoque un bilan provisoire de 14 morts. Une source militaire et des élus locaux font cependant part à l'AFP d'un bilan de 40 civils tués. Le maire de Yoro, Issiaka Ganame, déclare pour sa part que 41 personnes ont été tuées, dont 24 à Yoro et 17 à Gangafani. Le rescapé Abdoulaye Goro affirme également avoir vu une vingtaine de corps à Yoro, « surtout des jeunes qui revenaient des champs », et 17 corps à Gangafani : « Là-bas aussi, ils ont tué les gens dans les champs et brûlé une partie du village. Ils sont revenus (mardi) tuer une personne à Gangafani qui avait bien identifié les assaillants ».
Le même jour dans la soirée, le gouvernement malien annonce un bilan provisoire officiel de 38 morts et plusieurs blessés,. 
Le 20 juin, l'AFP indique que selon le document interne de l'ONU, l'attaque a fait 41 morts et a provoqué la fuite de 750 personnes vers Dinangourou ou le Burkina Faso.